# شام در اماوس

## شام در اماوس( کاراواجو-لندن)
شام در اماوس' (به ایتالیایی: Cena in Emmaus، به انگلیسی: Supper at Emmaus)) یک نقاشی رنگ روغن اثر نقاش باروک ایتالیایی کاراواجو است که در سال ۱۶۰۱ میلادی خلق شده‌است. این اثر یکی از مشهورترین نقاشی‌های مذهبی کاراواجو به‌شمار می‌رود و هم‌اکنون در گالری ملی لندن نگهداری می‌شود.

### توصیف اثر

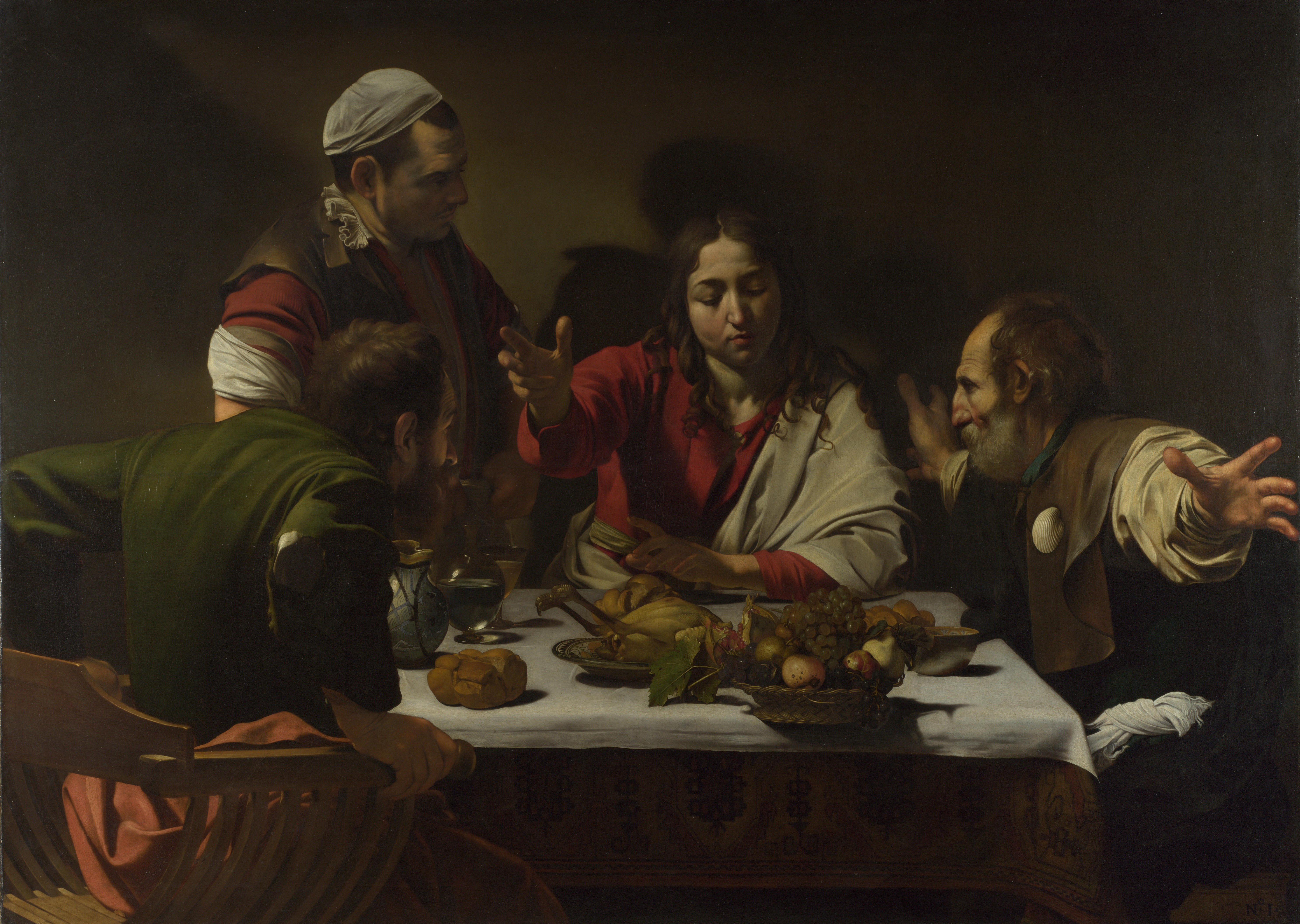
نقاشی شام در اماوس

این نقاشی لحظه‌ای از انجیل لوقا (۲۴:۳۰–۳۱) را به تصویر می‌کشد؛ جایی که عیسی مسیح پس از رستاخیز، در خانه‌ای در شهر اماوس، هنگام شکستن نان، توسط دو تن از حواریون خود(که گمان می‌رود لوقا و کلئوپاس باشند) شناخته می‌شود و سپس ناپدید می‌گردد. در این صحنه، مسیح در مرکز تصویر نشسته و دستانش را به حالت دعا باز کرده‌است، در حالی که حواریون با حالتی از شگفتی و تعجب واکنش نشان می‌دهند. کلوپائوس پوسته‌ی گوش ماهی به تن دارد و با حرکاتی که از نظر پرسپکتیو چالش‌برانگیز است، دستانش را به نشانه حیرت گشوده‌است. حواری دیگر لباس های پاره ای پوشیده و درحال برخاستن از صندلی است.
در پس‌زمینه، مردی میانسال (احتمالاً صاحب‌خانه یا خدمتکار) دیده می‌شود که بی‌خبر از معنای صحنه، مشغول تماشاست. چهره مسیح در این نقاشی برخلاف سنت متداول، بدون ریش و با ظاهری جوان ترسیم شده‌است.

## سبک و نمادگرایی
کاراواجو در این اثر از تکنیک کیاروسکورو (تضاد شدید میان نور و سایه) برای برجسته‌کردن حالات چهره و درام صحنه استفاده کرده‌است. نور از سمت چپ تابیده و چهره‌ها را روشن می‌سازد، در حالی که پس‌زمینه در تاریکی فرو رفته‌است.
در پیش‌زمینهٔ نقاشی، سبدی از میوه‌ها دیده می‌شود که سایه‌اش بر لبهٔ میز به شکل ماهی افتاده‌است؛ ماهی یکی از نمادهای اولیهٔ مسیحیت است. در کنار آن، نان، مرغ بریان، پارچ آب و دیگر عناصر طبیعی‌گرایانه، نوعی واقع‌گرایی بصری ایجاد می‌کنند که هم‌زمان با نمادگرایی دینی همراه شده‌است.

## زمینه تاریخی
کاراواجو این نقاشی را در اوج شهرت خود و احتمالاً برای یکی از حامیانش به نام چیریکو ماتئی خلق کرد. این اثر بعدها وارد مجموعه‌های خصوصی شد و نهایتاً در سال ۱۸۳۹ به گالری ملی لندن اهدا گردید.

## مقایسه با نسخهٔ میلان
کاراواجو حدود پنج سال بعد، نسخهٔ دیگری از این صحنه را نقاشی کرد که اکنون در بررا، میلان قرار دارد. آن نسخه حال‌وهوای آرام‌تری دارد، حرکات در آن ملایم‌تر است و نورپردازی نیز نرم‌تر صورت گرفته‌است. این تفاوت‌ها احتمالاً بازتابی از دگرگونی‌های روحی و شرایط زندگی کاراواجو در آن دوران است.

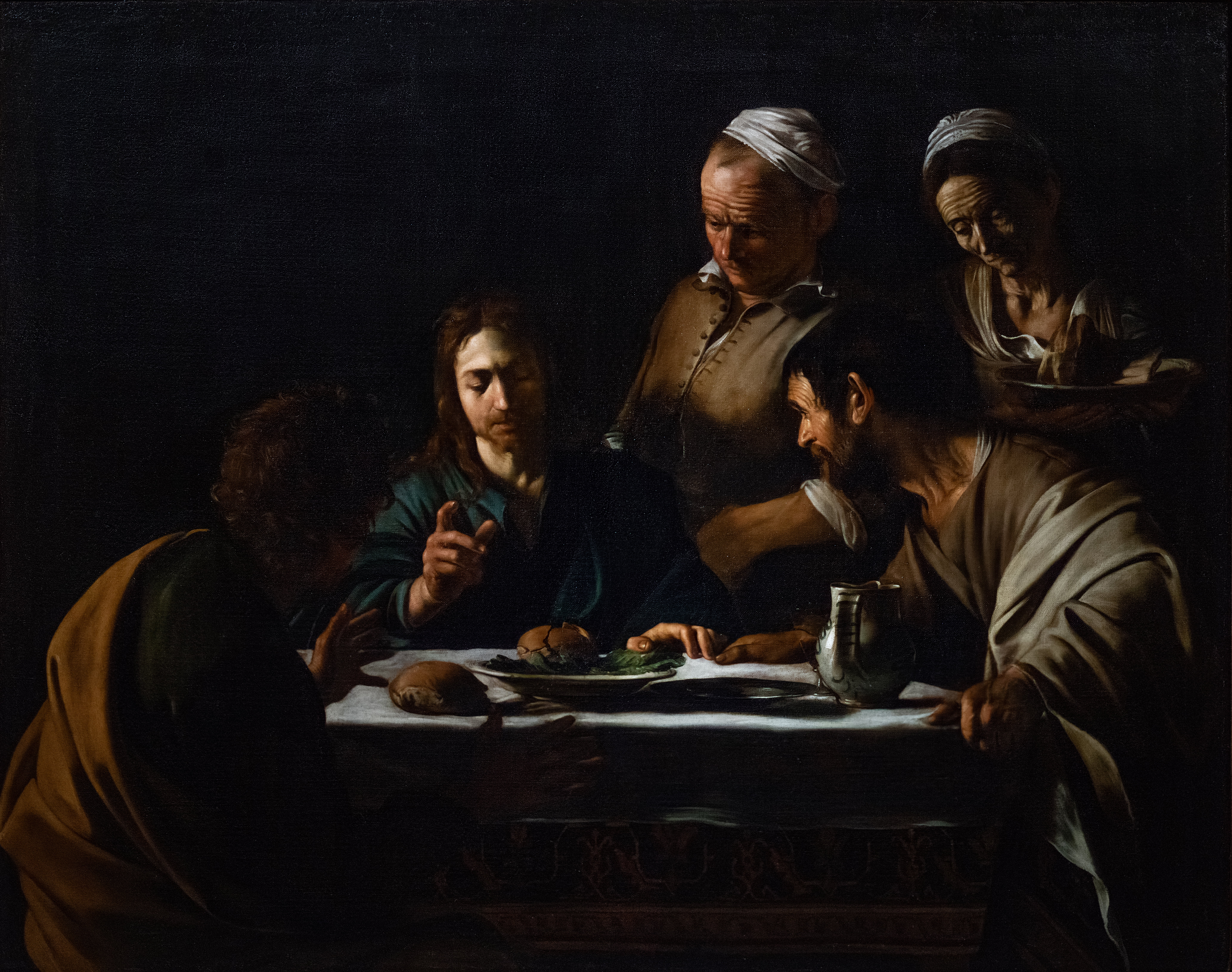
نقاشی شام در اماوس نسخه میلان